# Бруно фон Мерзебург
Бруно фон Мерзебург (на немски: Bruno von Merseburg; Bruno von Magdeburg; на латински: Bruno Saxonicus; Bruno Merseburgensis; † август 1036) е от 1019 г. до смъртта си епископ на Мерзебург. Той е монах, историк и хронист, автор на Historia de Bello Saxonico or History of the Saxon Wars.

## Произход и управление
Бруно фон Мерзебург вероятно е от саксонски произход. От 1007 г. е духовник и става епископ след историческия писател Титмар Мерзебургски.
През 1021 г. Бруно освещава катедралата на Мерзебург в присъствието на Хайнрих II. Кралят прави тогава големи дарения на епископството, най-вече заради стратегическото му значение в Саксонската Източна Марка. Следващият крал Конрад II прави през 1032 и 1033 г. две дворцови събрания в Мерзебург.
През 1027 г. Бруно фон Мерзебург участва в националиния синод във Франкфурт.